# Кереков мост
Керековият мост, познат и като Керека, е построен от камък и железобетон в характерния „кобиличен“ строителен стил за град Копривщица.
Мостът е съграден и съединява двата бряга на река Тополница срещу едноименната чешма от 1751 г. и Шулеви къщи. По случай стогодишнината на Априлското въстание от 1876 г. старата дървена конструкция на моста е заменена от копривщенци със съвременна.

## Наводнение от 31 август 1916 година
Това наводнение е едно от най-големите, което тогавашното поколение жители е запомнило. Проливният дъжд, оценен на 106 л/м2 започва на 31 август в районите на върховете Богдан и Буная в нощта срещу 1 септември. Прииждащите води стават още по-големи, когато идват и водните маси от към върховете Голям Поп и Попадия по руслото на Бяла река. Така на 31 август са отнесени от пороят всички мостове, над Тополка, някои от които наскоро ремонтирани и укрепени. Водите на реката влачат материала на отнесените дървени конструкции и затлачват по-долните мостове. Това става причина те да бъдат разрушени, включително и Керековия мост. На 1 септември 1916 г. комуникациите между източните и западните махали на града стават невъзможни, разрушени са и бентовете на водениците, особено тези в Арнаут махала. Керековия мост е възстановен със средства на женското благотворително дружество „Благовещение“  и съществува в този си вид до 1976 г.